# Baoji
För andra betydelser, se Baoji (olika betydelser).
Baoji (fil), tidigare romaniserat Paoki, är en stad på prefekturnivå i Shaanxi-provinsen i nordvästra Kina.
Baoji hade cirka 3,7 miljoner invånare enligt 2001 års kinesiska folkräkning, vilket gör den till den 25:e största staden i Kina, och har en yta av 18 172 km². Själva staden har en befolkning av ungefär 800 000.

## Geografi
Baoji ligger i en dalgång omgiven av berg på tre sidor och öppen endast åt öst. Placeringen är strategisk: den kontrollerar ett pass i Qinlingbergen mellan Weidalen och den övre Hanfloden. Genom staden rinner Weifloden från väst till öst.

## Administrativ indelning
Prefekturen Baoji omfattar en yta som är något mindre än Värmlands län. Baojis själva stadskärnan är indelad i tre stadsdistrikt, medan den omgivande landsbygden som omfattar 80 procent av ortens yta, är indelad i nio härad:
- Stadsdistriktet Weibin (Wèibīn qū, 渭滨区)
- Stadsdistriktet Jintai (Jīntái qū, 金台区)
- Stadsdistriktet Chencang (Chéncāng qū, 陈仓区)
- Häradet Fengxiang (Fèngxiáng xiàn, 凤翔县)
- Häradet Qishan (Qíshān xiàn, 岐山县)
- Häradet Fufeng (Fúfēng xiàn, 扶风县)
- Häradet Mei (Méi xiàn, 眉县)
- Häradet Long (Lǒng xiàn, 陇县)
- Häradet Qianyang (Qiānyáng xiàn, 千阳县)
- Häradet Linyou (Línyóu xiàn, 麟游县)
- Häradet Feng (Fèng xiàn, 凤县)
- Häradet Taibai (Tàibái xiàn, 太白县)

## Historia
Baoji grundades under en tidig del av Tangdynastin och är idag en stor industristad. Järnvägen nådde fram till Baoji 1937 och har varit nyckeln till stadens moderna tillväxt. Baoji anses också vara det huvudsakliga knutpunkten mellan västra och östra Kina eftersom de flesta tågen från Peking, Shanghai och Xi'an passerar Baoji på väg mot Gansu, Sichuan, Xinjiang och Lhasa. 

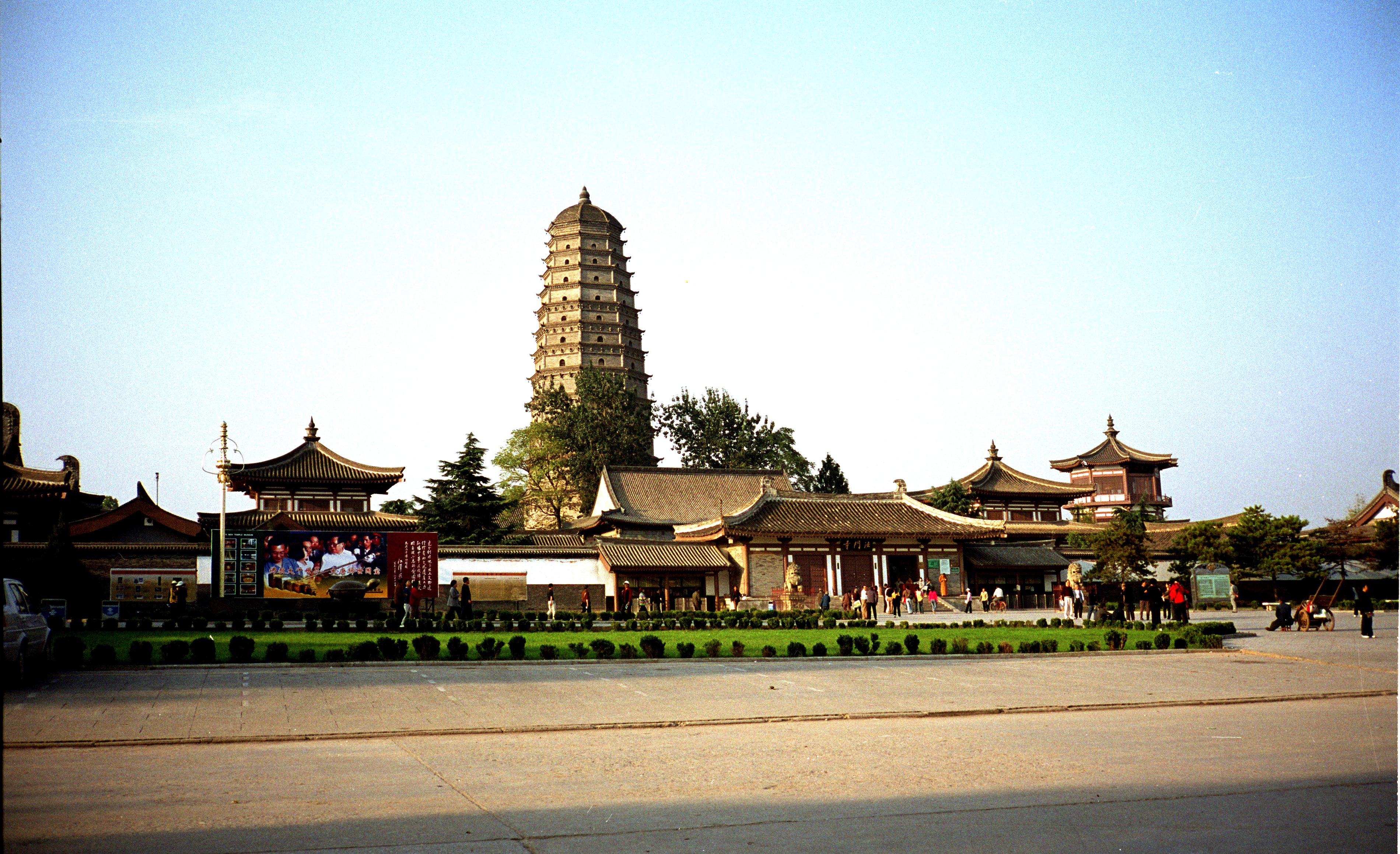
Fa Men Si

I Fufeng i landsbygden utanför Baoji återfinns Famensi-templet som är viloplats för ett av Buddhas reliker. Området Baoji var också hemort för den legendariske Yandi, en av Han-Kinas förfäder. Has grav återfinns i den södra delen av staden och hans tempel finns i norr. 20 km utanför Baoji ligger Zhuge Liangs minnestempel som härrör från de tre kungadömena i gamla Kina. Tai Bai Shan har en del kvarlämningar av vägar byggda under de tre kungadömena som alla generellt är oanvändbara på grund av sönderfall. Vägarna skapades genom att man byggde träbroar av plankor som fästes i bergväggen. Söder om Baoji finns början av denna plankväg i Qinlingbergen.

## Militär betydelse
I Baoji är högkvarteret för andra artillerikårens testområde, "Bas 22", beläget.